# Ли Дон Ук
Ли Дон Ук (кор. 이동욱; род. 6 ноября 1981, Сеул, Республика Корея) — южнокорейский актёр, телеведущий, артист и модель. Наиболее известен своими ролями в дорамах «Моя девушка» (2005), «Запах женщины» (2011), «Приказ небес», «Король отеля» (2014), «Гоблин» (2016—2017), «Жизнь» (2018), «Достичь искренности» (2019), «Незнакомцы из ада» (2019), «История девятихвостого лиса» (2020) и «Плохой и сумасшедший» (2021), «История девятихвостого лиса 1938» (2023). Кроме того, он также известен как ведущий ток-шоу «Сильное сердце» (2012—2013), мужского реалити-шоу на выживание «Produce X 101» (2019) и своего собственного ток-шоу «Ли Дон Ук хочет поговорить» (2019), «Счастливого нового года» (2021).

## Карьера
Ли Дон Ук дебютировал в 1999 году в одноэпизодной драме MBC после того, как в том же году выиграл главный приз на конкурсе моделей V-NESS. Режиссёр драмы увидел Ли и пригласил его поучаствовать в съёмках подросткового драматического сериала «Школа № 2». Ли начал получать признание благодаря съёмкам в «Школе № 3».
Ли стал звездой после съёмок в романтической комедии 2005 года «Моя девушка». Драматический сериал стал хитом как внутри страны, так и по всей Азии, и сделал Ли звездой Корейской волны. В том же году он поступил в университет Джунгбу по специальности «СМИ и радиовещание».
С тех пор он снялся в фильмах «Горечь и сладость» (2008), в судебной драме «Партнёры» (2009), мелодраме «Запах женщины» (2011), бейсбольной ромкоме «Убийственный роман» (2012), триллере «Приказ небес» (2013) и драме «Король отеля» (2014), в которой он воссоединился с Ли Да Хэ, исполнившей одну из главных ролей в «Моей девушке». Затем он снялся в фантастическом сериале «Железный человек» (2014) и романтической драме «Жвачка» (2015).
Ли Дон Ук и комик Шин Дон Ёп были ведущими ток-шоу «Сильное сердце» с апреля 2012 года по январь 2013 года. Ли также присоединился к реалити-шоу «Соседи», которое транслировалось с 2014 по 2015 год.
С 2016 по 2017 год Ли Дон Ук вместе с Кон Ю снимался в романтической драме Ким Ын Сук «Гоблин», сыграв мрачного жнеца. Драма стала хитом, и вместе с её успехом помогла возрождению актёрской карьеры Ли.
В 2018 году Ли снялся в медицинской драме «Жизнь» в роли врача, работающего в отделении неотложной помощи.
В 2019 году Ли снялся в романтической комедии «Достичь искренности», сыграв адвоката-трудоголика. В том же году он был утверждён в качестве ведущего четвёртого сезона шоу «Produce X 101». Затем он сыграл дантиста — главного антагониста в триллере «Незнакомцы из ада». Он также начал вести собственное ток-шоу «Ли Дон Ук хочет поговорить», чтобы отпраздновать 20-летие со дня своего дебюта.
В 2020 году Ли был задействован в фэнтезийной драме «История девятихвостого лиса» в роли девятихвостого лиса кумихо, который раньше был горным духом, а теперь работает государственным служащим. Сериал продлён на второй сезон. Также было подтверждено, что он появится в романтической комедии «Одинокие в Сеуле» вместе с Лим Су Джон.
В 2021 году он сыграл в романтической комедии Квак Чэ Ёна «С новым годом». В этом же году снялся в оригинальной дораме iQIYI «Плохой и сумасшедший», которая вышла в эфир в декабре 2021 года.
В 2023 году Ли Дон Ук вернулся к роли кумихо в драме "История девятихвостого лиса 1938". Его герой должен вернуться в прошлое, чтобы вернуть похищенные ценные предметы из настоящего.
В 2024 году Ли Дон Ук получил главную роль в сериале "Магазин для киллеров".

## Личная жизнь

### Военная служба
Ли Дон Ук призван на военную службу в августе 2009 года в Службу по связям с общественностью национальной обороны. В июне 2011 года закончил службу.

### Происхождение
Его родители в основном корейского происхождения. В эпизоде «Wook Talk», который вышел в эфир 22 января 2020 года, гость и профессор судебной медицины Ю Сон Хо раскрыл результаты генеалогического анализа ДНК актёра. Согласно результатам, значительная часть генетического состава матери Ли совпадает с генетическим составом коряков и хакасов — обеих этнических групп, являющихся коренными жителями Сибири, а именно Камчатки и Хакасии соответственно.

### Филантропия
В сентябре 2008 года Ли Дон Ук принял участие в кампании «Люби своё тело» (러브 유어 바디) и сфотографировался в качестве модели. Поскольку заболеваемость раком матки среди молодых женщин растёт, эта кампания была призвана поддержать предраковый скрининг в качестве профилактической меры для женщин из малообеспеченных семей. В декабре актёр участвовал в аукционе, все вырученные средства которого были использованы для кампании «Молоко для преодоления недоедания ЮНИСЕФ», направленной на спасение жизней детей в Восточной Африке, находящихся в кризисе.
В июле 2009 года Ли участвовал в пожертвовании обуви на сумму 1 миллиард вон детям в Свазиленде через World Vision, международную организацию помощи и развития.
В сентябре 2011 года принял участие в кампании «Босоногая молодёжная выставка» (맨발의 청춘전) и сфотографировался в качестве модели. Средства, вырученные от выставки, были переданы через некоммерческую благотворительную организацию Beautiful Shop на кампанию по пожертвованию обуви детям в горных районах Вьетнама, которые не могут позволить её себе.
В июне 2012 года Ли Дон Ук принял участие в благотворительности, организованной ЮНИСЕФ в помощь матерям и младенцам в развивающихся странах по случаю «Дня африканского ребенка». В октябре принял участие в 7-й Кампании по борьбе с раком молочной железы «LOVE YOUR W», которая была проведена с целью пропаганды опасности рака молочной железы и необходимости раннего скрининга, а также оказания практической и непосредственной помощи женщинам в диагностике и лечении заболевания. В ноябре в качестве игрока знаменитой бейсбольной команды «Хан» принял участие в товарищеском матче по бейсболу в рамках «Hope TV». Это было запланировано с целью позаботиться о будущем детей с помощью бейсбола, и это игра, в которую приглашаются члены местного детского центра. В декабре Ли Дон Ук принял участие в проекте «Спасите белых медведей» в качестве модели, чтобы спасти находящихся под угрозой исчезновения белых медведей из-за глобального потепления. Часть выручки была передана экологическим группам.
В октябре 2013 года Ли принял участие в «5-м бейсбольном турнире Han Star Celebrity» с целью распространения информации и ликвидации предубеждений о мультикультурных семьях. Затем актёр вновь принял участие уже в 8-й Кампании по борьбе с раком молочной железы «LOVE YOUR W», которая была проведена с целью популяризации информации о раке молочной железы и необходимости скрининга. В ноябре участвовал в записи «Аудиогида для зарубежных путешествий», выпущенном Корейской туристической организацией.
В феврале 2014 года отправил пожертвования в фонд социального обеспечения для матерей-одиночек «Аэранвон» (애란원), а в декабре принял участие в фотосессии «12-е сердцебиение», посвящённой любви к детям, имеющим право на усыновление, и матерям-одиночкам. Эта фотовыставка, организованная фотографом Чо Се Хён и Корейским обществом социального обеспечения, началась в 2003 году с целью пробудить общественный интерес к усыновлению.
В феврале 2015 года Ли Дон Ук принял участие в радиокампании, чтобы передать боль и страдания пациентов с редкими и неизлечимыми заболеваниями, уделяя особое внимание тяжёлому псориазу. Эта кампания, организованная Корейской ассоциацией редких и трудноизлечимых заболеваний, знакомит с историями пациентов с тяжёлым псориазом, а также с трудными обстоятельствами прекращения лечения из-за финансового бремени.
В январе 2017 года участвовал в кампании «Подари любовь», которая используется для помощи детям из малообеспеченных семей. В феврале этого же года Ли Дон Ук принял участие в кампании Корейского комитета ЮНИСЕФ «Мы действуем». Эта кампания направлена на защиту нуждающихся детей через ЮНИСЕФ и представляет собой кампанию, направленную на защиту детей путем создания приютов, предметов первой необходимости, медицинской помощи и школ с помощью доноров. В октябре принял участие в «Weaja Sharing Market», где все пожертвования от продаж были использованы для помощи детям из малообеспеченных семей через Beautiful Store и WeStart, пожертвовав свою коллекцию.
В январе 2018 года Ли Дон Ук вновь принял участие в кампании «Подари любовь», в рамках которой все собранные деньги были переданы ЮНИСЕФ. В этом же месяце актёр приобрёл 1000 билетов на Паралимпийские игры 2018 года, чтобы стимулировать интерес к ним. После чего передал билеты зрителям, посетивших «Бесплатную встречу с болельщиками». Вместе с ними он смотрел игру и участвовал в продвижении олимпийского движения. Ли Дон Ук также выступал в роли бегуна с факелом Паралимпийских игр и участвовал в кампании «Стена мира, ворота единства».
11 марта 2022 года Ли сделал пожертвование в размере 50 миллионов вон «Ассоциации помощи при стихийных бедствиях на мосту Надежды», чтобы помочь жертвам сильного лесного пожара, который начался в Ульджине, Кёнбук, и распространился на Самчок, Канвон.

## Общественная деятельность
Ли Дон Ук был выбран почётным послом Зимних Олимпийских игр в Пхёнчхане в 2018 году. 12 января актёр присутствовал на церемонии назначения в пресс-центре Тэпённо в Сеуле. 
| Год  | Титул                                                                        | Источник |
| ---- | ---------------------------------------------------------------------------- | -------- |
| 2018 | Почётный посол Зимних Олимпийских и Паралимпийских игр в Пхёнчхане 2018 года | [ 72 ]   |
| 2018 | Посол по туризму провинции Канвондо                                          | [ 73 ]   |

## Фильмография

### Кино

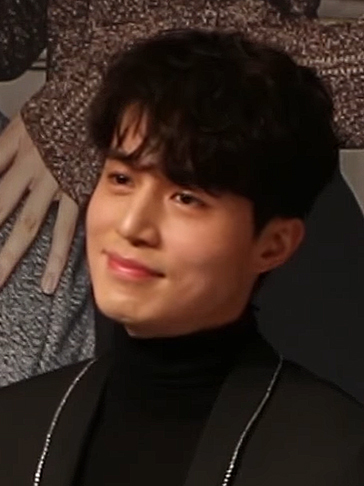
Ли Дон Ук в 2016 году

| Год  | Название                   | Оригинальное название | Роль        | Примечания     | Источник |
| ---- | -------------------------- | --------------------- | ----------- | -------------- | -------- |
| 2006 | Аран                       | 아랑                  | Ли Хён Ки   |                | [ 74 ]   |
| 2007 | Прекрасная пара            | 최강 로맨스           | Кан Джэ Хёк |                | [ 75 ]   |
| 2008 | Библиотека разбитых сердец | 그 남자의 책 198쪽    | Ким Джун О  |                | [ 76 ]   |
| 2010 | Рецепт                     | 된장                  | Ким Хён Су  |                | [ 77 ]   |
| 2015 | Красота внутри             | 뷰티 인사이드         | Ким У Чжин  |                | [ 78 ]   |
| 2021 | С новым годом              | 해피 뉴 이어          | Юн Джин     |                | [ 79 ]   |
| 2023 | Одинокие в Сеуле           | 싱글 인 서울          | Пак Ён Хо   |                | [ 80 ]   |
| 2023 | Харбин                     |                       |             | в производстве | [ 81 ]   |

### Телевидение
| Год       | Название                           | Оригинальное название               | Роль                                      | Телеканал | Примечания                                                | Источник        |
| --------- | ---------------------------------- | ----------------------------------- | ----------------------------------------- | --------- | --------------------------------------------------------- | --------------- |
| 1999      | Коучинг                            | 일요베스트 - 훈수                   |                                           | KBS2      | Экстра                                                    |                 |
| 1999      | За пределами дороги есть мир       | 베스트극장 - 길 밖에도 세상은 있어  | Ли Сон Чжун                               | MBC       |                                                           | [ 82 ]          |
| 1999–2000 | Школа: 2 сезон                     | 학교 2                              | Ли Кан Сан                                | KBS1      | с 32-го по 42-й эпизоды                                   |                 |
| 2000      | Секрет                             | 비밀                                | Кан Хён Су                                | MBC       |                                                           |                 |
| 2000–2001 | Школа: 3 сезон                     | 학교 3                              | Ли Кан Сан                                | KBS1      |                                                           |                 |
| 2001      | Семья сновидений                   | 가정의 달 특집 드라마 - 꿈꾸는 가족 | Хон Чан                                   | KBS2      |                                                           |                 |
| 2001      | Четыре сестры                      | 네 자매 이야기                      | Ли Хан Су                                 | MBC       | эпизод 1                                                  |                 |
| 2001      | Морская улитка                     | 골뱅이                              | Ли Дон Ук                                 | SBS       | с 167-го по 247-й эпизоды                                 |                 |
| 2001      | Рыба на краю моря                  | 베스트극장 - 바다끝 물고기          | Бюнг Се                                   | MBC       |                                                           | [ 83 ]          |
| 2001      | Чистое сердце                      | 순정                                | Чан Хо Гу                                 | KBS2      |                                                           |                 |
| 2001      | Город драмы: Игра в прятки         | 드라마시티 - 술래잡기               | Детектив Хан                              | KBS2      |                                                           |                 |
| 2001      | Неудержимые                        | 웬만해선 그들을 막을 수 없다        | Пак Сон Чжин                              | SBS       | эпизод 252                                                |                 |
| 2001–2002 | Это любовь                         | 사랑은 이런거야                     | Ли Джэ Хен                                | KBS1      | с 46-го по 172-й эпизоды                                  |                 |
| 2002      | Отлично!                           | 딱좋아!                             | Ли Дон Ук                                 | SBS       | с 36-го по 74-й эпизоды                                   | [ 84 ]          |
| 2002      | Город драмы: Счастливее неба       | 드라마시티 - 천국보다 기쁜          | Пак Джун Ён                               | KBS2      |                                                           |                 |
| 2002      | Поехали!                           |                                     | Ли Дон Ук                                 | SBS       |                                                           | [ 85 ]          |
| 2002      | Люблю тебя                         |                                     | Ли Мин                                    | KBS2      |                                                           | [ 86 ]          |
| 2002–2003 | Честная жизнь                      | 똑바로 살아라                       | Ли Дон Ук                                 | SBS       | 1—123 эпизоды камео в 232-м эпизоде                       |                 |
| 2003      | Страна вина                        | 술의 나라                           | Сон До Иль                                | SBS       |                                                           | [ 87 ]          |
| 2003–2004 | Карусель                           | 회전목마                            | Пак Сон Пё                                | MBC       |                                                           | [ 88 ]          |
| 2004      | Учительница в островной деревеньке | 섬마을 선생님                       | Чан Джэ Ду                                | SBS       | также известен как Сельская учительница                   | [ 89 ]          |
| 2004–2005 | Драгоценная семья                  | 부모님 전상서                       | Ан Чжон Хван                              | KBS2      |                                                           | [ 90 ]          |
| 2005      | Невеста из Ханоя                   | 하노이 신부                         | Пак Ын У                                  | SBS       |                                                           | [ 91 ]          |
| 2005–2006 | Моя девушка                        | 마이걸                              | Сеул Гонг Чан                             | SBS       |                                                           | [ 92 ]          |
| 2008      | Горечь и сладость                  | 달콤한 인생                         | Ли Джун Су                                | MBC       | также известен как Горько-сладкая жизнь                   | [ 93 ]          |
| 2009      | Партнёр                            |                                     | Ли Тэ Джо                                 | KBS2      |                                                           | [ 94 ]          |
| 2011      | Запах женщины                      | 여인의 향기                         | Кан Джи Ук                                | SBS       | также известен как Аромат женщины                         | [ 95 ]          |
| 2012      | Убийственный роман                 | 난폭한 로맨스                       | Пак Му Ёль                                | KBS2      | также известен как Романтика без правил                   | [ 96 ]          |
| 2013      | Приказ небес                       | 천명 : 조선판 도망자 이야기         | Чой Вон                                   | KBS2      | также известен как Воля небес: Сбежавший из Чосона        | [ 97 ]          |
| 2014      | История Кан Ку                     | 강구 이야기                         | Ким Кён Тэ                                | SBS       | Первый в мире 3D телесериал                               | [ 98 ]          |
| 2014      | Король отеля                       | 호텔킹                              | Ча Джэ Ван                                | MBC       |                                                           | [ 99 ]          |
| 2014      | Железный человек                   | 아이언맨                            | Джу Хон Бин                               | KBS2      |                                                           | [ 100 ]         |
| 2015      | Жвачка                             | 풍선껌                              | Пак Ри Хван                               | tvN       |                                                           | [ 101 ]         |
| 2016–2017 | Гоблин                             | 쓸쓸하고 찬란하神-도깨비            | Мрачный Жнец / Ван Ё / Ли Хёк / Ким У Бин | tvN       |                                                           | [ 102 ]         |
| 2017      | Love is                            |                                     | Ли Дон Ук                                 | OnStyle   | Рекламный веб-сериал спродюсированный Tiffany & Co. Korea | [ 103 ]         |
| 2018      | Жизнь                              | 라이프                              | Е Джин Ву                                 | JTBC      |                                                           | [ 104 ] [ 105 ] |
| 2019      | Достичь искренности                | 진심이 닿다                         | Квон Чон Рок                              | tvN       |                                                           | [ 106 ]         |
| 2019      | Поиск: www                         | 검색어를 입력하세요 WWW             | Бывший парень Та Ми                       | tvN       | камео в 7-м эпизоде                                       | [ 107 ]         |
| 2019      | Незнакомцы из ада                  | 타인은 지옥이다                     | Со Мун Джо                                | OCN       | также известен как Ад — это другие                        | [ 108 ]         |
| 2020      | История девятихвостого лиса        | 구미호뎐                            | Ли Ён                                     | tvN       | также известен как Сказание о кумихо                      | [ 109 ]         |
| 2021–2022 | Плохой и сумасшедший               | 배드 앤 크레이지                    | Су Ёль                                    | tvN       |                                                           | [ 110 ] [ 111 ] |
| 2023      | История девятихвостого лиса 1938   | 구미호뎐 1938                       | Ли Ён                                     | tvN       |                                                           | [ 112 ]         |
| 2024      | Магазин для убийц                  | 킬러들의 쇼핑몰                     | Юнг Джин Ман                              | Disney+   |                                                           | [ 113 ]         |
| 2024      | Хороший человек                    | 착한 사나이                         | Пак Сок Чхоль                             | SBS       |                                                           | [ 114 ]         |
| 2025      | Страховка на случай развода        | 이혼 보험                           | Но Ки Джун                                | tvN       | Выйдет 1 июня 2025                                        | [ 115 ]         |